# 2-Formylbenzènesulfonate de sodium
Le 2-formylbenzènesulfonate de sodium est un sulfonate et un aldehyde qui apparaît comme intermédiaire dans la synthèse de composés chimiques.